# Tom Rogić
Tomas Petar Rogić (Griffith, 16 de diciembre de 1992), conocido como Tom Rogić, es un exfutbolista australiano. Jugaba de centrocampista y su último equipo fue el West Bromwich Albion F. C.

## Carrera

### Inicios
Como juvenil, Rogić jugó para el Tuggeranong United de su país. En 2009 fichó con su primer club mayor, jugando para el ANU FC en la ACT Premier League. En 2011, Rogić fue transferido al Belconnen United de la misma liga, en donde jugó por una temporada. El mismo año, también fue seleccionado por la Academia de Fútbol de Nike luego de ganar The Chance, una competición que ganó junto a 8 futbolistas jóvenes entre 75 000 participantes de todo el mundo.

### Central Coast Mariners
El 2 de enero de 2012, Rogić fichó con los Central Coast Mariners de la A-League. Hizo su debut profesional el 21 de enero de 2012 en la fecha 18 en la victoria 3-2 sobre el Adelaide United. Anotó su primer gol para el club en la derrota 2-1 ante el Melbourne Victory el 10 de febrero de 2012, y poco después fue nombrado como el mejor jugador joven del mes de febrero de 2012 de la A-League.
Al comenzar la temporada 2012-13, Rogić fue rechazado en todas sus pruebas con clubes locales, optando finalmente por quedarse con los Mariners. Rogić anotó sus primeros goles de la temporada en la victoria como local ante el Sydney FC, anotando dos goles para ayudar a su equipo a vencer al equipo de Sídney 7-2. El 5 de diciembre de 2012, Rogić recibió el premio al mejor jugador joven del mes de noviembre de 2012, al igual que recibió la nominación a mejor jugador joven del año.
Luego de completar su primera temporada completa en la A-League, Rogić fue el objeto de interés de los clubes ingleses Reading y Fulham, Celta Vigo y Rayo Vallecano de La Liga, y el Club Brujas de la Primera División de Bélgica.

### Celtic
Rogić fichó por el Celtic FC de la Liga Premier de Escocia el 17 de enero de enero de 2013. Rogić hizo su debut con el club de Glasgow el 9 de febrero de 2013 en un partido de la liga ante el Inverness Caledonian Thistle; asistiendo a Kris Commons con un centro para que anote el empate y ganándose el premio de mejor jugador del partido.

### Melbourne Victory
El 17 de enero de 2014 se anunció que Rogić se uniría al Melbourne Victory a préstamo hasta mayo de 2014. Luego de que el Celtic rechazara ofertas del Sydney FC y los Central Coast Mariners de la A-League, y el Vegalta Sendai retirar su oferta, el Melbourne Victory hizo una propuesta final y se quedó con el centrocampista.

## Selección nacional
Rogić representó a los Futsalroos. En el Campeonato de Futsal de la AFC de 2010 Rogić anotó 6 goles, convirtiéndolo en el principal anotador de su país y empatando con el cuarto mejor goleador del torneo a sus 18 años.
El 7 de marzo de 2011, Rogić fue seleccionado para representar al equipo olímpico de fútbol de Australia en las eliminatorias asiáticas para el torneo, debutando en el partido ante Irak en el Central Coast Stadium en Gosford.
Rogić debutó con los Socceroos ingresando como suplente en la victoria 2-1 sobre Corea del Sur en un partido amistoso. El 11 de junio de 2013 ingresó como suplente en su primer partido oficial con su selección, asistiendo en el gol de Lucas Neill en la victoria 4-0 sobre Jordania por las Eliminatorias de la AFC a la Copa Mundial de Fútbol de 2014.
El 13 de mayo de 2014, Rogic fue incluido en la lista provisional de 30 jugadores convocados para Copa Mundial de Fútbol de 2014.

## Clubes
| Club                             | País       | Año       |
| -------------------------------- | ---------- | --------- |
| Central Coast Mariners F. C.     | Australia  | 2012-2013 |
| Celtic F. C.                     | Escocia    | 2013-2022 |
| Melbourne Victory F. C. (cedido) | Australia  | 2014      |
| West Bromwich Albion F. C.       | Inglaterra | 2022-2023 |

## Palmarés

### Títulos nacionales
| Título                     | Club                         | País      | Año     |
| -------------------------- | ---------------------------- | --------- | ------- |
| A-League                   | Central Coast Mariners F. C. | Australia | 2011-12 |
| Premier League de Escocia  | Celtic F. C.                 | Escocia   | 2012-13 |
| Copa de Escocia            | Celtic F. C.                 | Escocia   | 2012-13 |
| Scottish Premiership       | Celtic F. C.                 | Escocia   | 2014-15 |
| Copa de la Liga de Escocia | Celtic F. C.                 | Escocia   | 2014-15 |
| Scottish Premiership       | Celtic F. C.                 | Escocia   | 2015-16 |
| Scottish Premiership       | Celtic F. C.                 | Escocia   | 2016-17 |
| Copa de Escocia            | Celtic F. C.                 | Escocia   | 2016-17 |
| Copa de la Liga de Escocia | Celtic F. C.                 | Escocia   | 2016-17 |
| Copa de la Liga de Escocia | Celtic F. C.                 | Escocia   | 2017-18 |
| Scottish Premiership       | Celtic F. C.                 | Escocia   | 2017-18 |
| Copa de Escocia            | Celtic F. C.                 | Escocia   | 2017-18 |
| Copa de la Liga de Escocia | Celtic F. C.                 | Escocia   | 2018-19 |
| Scottish Premiership       | Celtic F. C.                 | Escocia   | 2018-19 |
| Copa de Escocia            | Celtic F. C.                 | Escocia   | 2018-19 |
| Copa de la Liga de Escocia | Celtic F. C.                 | Escocia   | 2019-20 |
| Scottish Premiership       | Celtic F. C.                 | Escocia   | 2019-20 |
| Copa de Escocia            | Celtic F. C.                 | Escocia   | 2019-20 |
| Copa de la Liga de Escocia | Celtic F. C.                 | Escocia   | 2021-22 |
| Scottish Premiership       | Celtic F. C.                 | Escocia   | 2021-22 |